# Beania uniarmata
Beania uniarmata is een mosdiertjessoort uit de familie van de Beaniidae. De wetenschappelijke naam van de soort is voor het eerst geldig gepubliceerd in 1944 door O'Donoghue & de Watteville.